# Herculaisia
Herculaisia is een geslacht van kevers uit de familie bladsprietkevers (Scarabaeidae). Het geslacht werd voor het eerst wetenschappelijk beschreven in 1910 door Seilliere.

## Soorten
- Herculaisia melaleuca (Fairmaire, 1899)
- Herculaisia satanas Seiliere, 1910